# مهرجان كان السينمائي 2022
مهرجان كان السينمائي 2022 هو النسخة الخامسة والسبعون لمهرجان كان السينمائي، بدأ عقده في الفترة بين 17 و 28 مايو 2022. شهد المهرجان تكريمًا للممثل توم كروز، الذي من المقرر أن يتم عرض فيلمه توب غان: مافريك في المهرجان. كما فاز الممثل بجائزة السعفة الذهبية بطريقة مفاجئة. تم تصميم الملصق الرسمي للمهرجان تكريما لـ عرض ترومان (1998).
عاد المهرجان إلى كامل إطلالته على المتفرجين بعد أن كانت النسختين الأخيرتين بدون جمهور كإجراء احترازي بسبب قيود جائحة فيروس كورونا في فرنسا.

## لجنة الحكام
تم تسمية إختيار لجنة الحكام التالية للمهرجان.

### لجنة حكام الجوائز الرئيسية
- فنسنت ليندون، ممثل فرنسي، رئيس لجنة التحكيم
- أصغر فرهادي، مخرج وكاتب سيناريو ومنتج إيراني
- ريبيكا هول، ممثلة ومنتجة ومخرجة وكاتبة سيناريو إنجليزية أمريكية
- لادج لي، مخرج وكاتب سيناريو وممثل ومنتج فرنسي
- جيف نيكولز، المخرج وكاتب السيناريو الأمريكي
- ديبيكا بادوكون، الممثلة الهندية
- نومي راباس، ممثلة سويدية
- يواكيم ترير، مخرج وكاتب سيناريو نرويجي
- ياسمين ترينكا، ممثلة ومخرجة إيطالية

### لجنة حكام فئة «نظرة ما»
- فاليريا جولينو، ممثلة ومخرجة ومنتجة إيطالية ورئيسة لجنة التحكيم
- بنجامين بيولاي، مغني وكاتب أغاني وممثل ومنتج فرنسي
- ديبرا جرانيك، المخرجة الأمريكية
- جوانا كوليج، ممثلة بولندية
- إدغار راميريز، ممثل ومنتج فنزويلي

### فئة الكاميرا الذهبية
- روسي دي بالما، الممثلة الإسبانية، رئيسة لجنة التحكيم
- ناتاشا خروسيكي، المدير العام الفرنسي لشركة اري
- لوسيان جان بابتيست، مخرج وكاتب سيناريو وممثل فرنسي
- جان كلود لاريو، المصور السينمائي الفرنسي
- صموئيل لو بيهان، ممثل فرنسي
- أوليفييه بيليسون، ناقد سينمائي فرنسي
- إليونور ويبر، مخرج ومؤلف فرنسي

### لجنة الحكام المستقلون
أسبوع النقاد الدولي
- كوثر بن هنية، مخرج وكاتب سيناريو تونسي، رئيس لجنة التحكيم
- بينوا ديبي، مصور سينمائي بلجيكي
- بنديكت إرلينجسون، المخرج الأيسلندي
- هوه مون يونج، ناقد سينمائي كوري ومدير مهرجان بوسان السينمائي الدولي
- أريان لابيد، ممثلة فرنسية يونانية

كوير بالم
- كاثرين كورسيني، المخرجة الفرنسية وكاتبة السيناريو، رئيسة لجنة التحكيم
- دجانيس بوزاني، ممثل ومخرج وكاتب السيناريو الفرنسي
- ماريلو دوبونشل، صحفي فرنسي
- ستيفان ريثاوسر، مخرج سويسري
- بول ستروثرز، منتج أسترالي

ليل دور
- آقنييسكا هولاند ، المخرج البولندي، رئيس لجنة التحكيم
- بيير دولونشامب الممثل الفرنسي
- هشام فلاح، المدير العام المغربي لمهرجان أكادير الدولي للفيلم الوثائقي
- إيرينا تسيليك، المخرجة والكاتبة الأوكرانية
- أليكس فيسينتي، ناقد سينمائي إسباني

## المرشحون الرسميون

### فئة «نظرة ما»
تم اختيار الأفلام التالية للمنافسة في فئة «نظرة ما»:
| الفيلم                       | العنوان الأصلي           | المخرج                 | بلد الإنتاج                                   |
| ---------------------------- | ------------------------ | ---------------------- | --------------------------------------------- |
| كل الناس الذين لن أكون أبدًا  | Retour à Séoul           | ديفي تشو               | فرنسا                                         |
| القفطان الأزرق               | قفطان لو بلو             | مريم التوزاني          | المغرب                                        |
| الأيام الحارقة               | كوراك جونلر              | أمين البير             | تركيا                                         |
| رؤية الفراشة (CdO)           | Бачення метелика         | ماكسيم ناكونيتشني      | كرواتيا، الجمهورية التشيكية، السويد، أوكرانيا |
| الصدار                       | الصدار                   | ماري كروتسر            | النمسا، فرنسا، ألمانيا، لوكسمبورغ             |
| دومينغو والضباب              | Domingo y la niebla      | ارييل اسكالانتي ميزا   | كوستاريكا، قطر                                |
| الأب والجندي (افتتاح الفيلم) | تيرايلورس                | ماتيو فاديبيد          | السنغال، فرنسا                                |
| جودلاند                      | فانسكابت لاند            | هيلنور بالماسون        | الدنمارك، أيسلندا، فرنسا، السويد              |
| الحركة (CdO )                | الحركة (CdO )            | لطفي ناثان             | تونس                                          |
| جوي لاند (CdO )              | جوي لاند (CdO )          | صائم صادق              | باكستان                                       |
| ليه بيريس (CdO)              | ليه بيريس (CdO)          | ليز أكوكا ورومان جيريت | فرنسا                                         |
| حمى البحر الأبيض المتوسط     | حمى البحر الأبيض المتوسط | مها الحاج              | فلسطين                                        |
| Metronom (CdO)               | Metronom (CdO)           | الكسندرو بيلك          | رومانيا                                       |
| أكثر من أي وقت مضى           | بالإضافة إلى كيو جاميس   | إميلي عاطف             | ألمانيا، فرنسا                                |
| خطة 75 (CdO)                 | خطة 75 (CdO)             | تشي هاياكاوا           | اليابان                                       |
| روديو (CdO )                 | روديو (CdO )             | لولا كيفورون           | فرنسا                                         |
| مريض نفسي                    | سايك بايك                | كريستوفر بورجلي        | النرويج                                       |
| التوائم الصامتة              | التوائم الصامتة          | Agnieszka Smoczyńska   | بولندا، المملكة المتحدة، الولايات المتحدة     |
| الغريب                       | الغريب                   | توماس إم رايت          | أستراليا                                      |
| حرب المهر (CdO)              | حرب المهر (CdO)          | رايلي كيو وجينا غاميل  | الولايات المتحدة                              |

(CdO) تشير إلى أن الفيلم كان مرشحاً للفوز بفئة للكاميرا الذهبية باعتباره أول إخراج روائي طويل.

### أفلام تم إستبعادها خارج المنافسة
تم اختيار الأفلام التالية ليتم عرضها خارج المنافسة:
| عنوان الفيلم                 | العنوان الأصلي          | المخرج                | بلدان الإنتاج              |
| ---------------------------- | ----------------------- | --------------------- | -------------------------- |
| الفيس                        | الفيس                   | باز لورمان            | أستراليا، الولايات المتحدة |
| القص النهائي (فيلم الافتتاح) | كوبيه !                 | ميشيل هازانافيسيوس    | فرنسا                      |
| البريء                       | لانوسنت                 | لويس جاريل            | فرنسا                      |
| مسكاريد                      | مسكاريد                 | نيكولا بيدوس          | فرنسا                      |
| نوفمبر                       | نوفمبر                  | سيدريك خيمينيز        | فرنسا                      |
| ثلاثة آلاف عام من الشوق      | ثلاثة آلاف عام من الشوق | جورج ميلر             | أستراليا، الولايات المتحدة |
| توب غان: المنشق              | توب غان: المنشق         | جوزيف كوسينسكي        | الولايات المتحدة           |
| عروض منتصف الليل             |                         |                       |                            |
| مطاردة                       | 헌트                    | لي جونغ جاي           | كوريا الجنوبية             |
| موناج أحلام اليقظة           | موناج أحلام اليقظة      | بريت مورجن            | الولايات المتحدة           |
| المتمرد                      | المتمرد                 | عادل العربي بلال فلاح | بلجيكا                     |
| - التدخين يسبب السعال        | Fumer fait tousser      | كوينتين دوبيوكس       | فرنسا                      |

### الأفلام التي تم إختيارها للـ (العرض الأول)
تم اختيار الأفلام التالية لمشاهدتها كعرض الأول:
| الفيلم              | العنوان الأصلي                    | المخرج           | بلد الإنتاج            |
| ------------------- | --------------------------------- | ---------------- | ---------------------- |
| الوحوش              | كبيستا                            | رودريجو سوروجوين | إسبانيا - فرنسا        |
| يوميات قضية عابرة   | Chronique d'une liaison passagère | إيمانويل موريه   | فرنسا                  |
| دودو                | دودو                              | بانوس هـ. كوتراس | اليونان، فرنسا، بلجيكا |
| دون جوان            | دون جوان                          | سيرج بوزون       | فرنسا                  |
| الليل الخارجي       | Esterno notte                     | ماركو بيلوتشيو   | إيطاليا                |
| إيرما فيب (مسلسلات) | إيرما فيب (مسلسلات)               | أوليفييه أساياس  | الولايات المتحدة       |
| لا فرانجين          | لا فرانجين                        | رشيد بوشارب      | فرنسا                  |
| La Nuit du 12       | La Nuit du 12                     | دومينيك مول      | فرنسا                  |

### عروض لأفلام مميزة
| الفيلم                                          | العنوان الأصلي                                  | المخرج                              | بلد الإنتاج                              |
| ----------------------------------------------- | ----------------------------------------------- | ----------------------------------- | ---------------------------------------- |
| كل هذا يتنفس                                    | كل هذا يتنفس                                    | شوناك سين                           | الهند، المملكة المتحدة، الولايات المتحدة |
| جيري لي لويس: مشكلة في الاعتبار                 | جيري لي لويس: مشكلة في الاعتبار                 | إيثان كوين                          | الولايات المتحدة                         |
| مارسيل ! (CdO)                                  | مارسيل ! (CdO)                                  | ياسمين ترينكا                       | إيطاليا                                  |
| Mi país imaginario                              | Mi país imaginario                              | باتريسيو جوزمان                     | تشيلي                                    |
| التاريخ الطبيعي للدمار                          | Natūrali naikinimo istorija                     | سيرجي لوزنيتسا                      | أوكرانيا                                 |
| لو بيتي نيكولاس: السؤال عن السؤال التالي؟ (CdO) | لو بيتي نيكولاس: السؤال عن السؤال التالي؟ (CdO) | أماندين فريدون، بنيامين ماسوبر      | فرنسا                                    |
| رستوس دو فينتو                                  | رستوس دو فينتو                                  | تياجو جيديس                         | البرتغال                                 |
| النسوية Riposte (CdO)                           | Riposte féministe                               | ماري بيرينيس، سيمون ديباردون        | فرنسا                                    |
| السلام                                          | السلام                                          | ميلاني ديامز، هدى بنيامينة، آن سيسي | فرنسا                                    |
| المتشردون (CdO )                                | المتشردون (CdO )                                | دوروتيا دريميفا                     | ألمانيا                                  |

(CdO) يشير إلى أن الفيلم كان مرشحاً لجائزة الكاميرا الذهبية باعتباره أول إخراج روائي طويل.

### أفلام قصيرة
من بين 3507 مشارك، تم اختيار الأفلام التالية للتنافس على جائزة السعفة الذهبية للفيلم القصير.
| الفيلم          | العنوان الأصلي      | المخرج            | بلد الإنتاج                |
| --------------- | ------------------- | ----------------- | -------------------------- |
| تسوتسو          | تسوتسو              | أمارتي أرمار      | غانا، فرنسا                |
| قصة قصيرة       | 破碎 太阳 之 心     | بي غان            | الصين                      |
| حزن تهويدات أمي | لوري                | أبيناش بيكرام شاه | نيبال وهونغ كونغ           |
| نفخات الماء     | 海边 升起 一座 悬崖 | تشن جيانيينغ      | الصين                      |
| الكرز           | أووجوس              | فيتوتاس كاسكوس    | ليتوانيا                   |
| نفس العمر       | نفس العمر           | لويد لي تشوي      | الولايات المتحدة الأمريكية |
| حريق في البحيرة | لو فو أو لاك        | بيار مناحم        | فرنسا                      |
| شخصية           | 각질                | مون سوجين         | كوريا الجنوبية             |
| ضوء الليل       | لوز نوكتورنا        | كيم توريس         | كوستا ريكا                 |

### جوائز سينيفونداسيو
هي مؤسسة تابعة لمهرجان كان معنية بتشجيع المواهب الشابة في مجال الابداع الفني، والتي تختار اعمالا لطلبة الاخراج السينمائي من شتى ارجاء العالم. تم اختيار 16 مرشحين لهذا الموسم على الشكل التالي: (13 أفلام و 3 أفلام رسوم متحركة) من بين 1528 مشاركة. أربعة من الأفلام المختارة تمثل المدارس المشاركة في Cinéfondation لأول مرة.
| الفيلم                                | العنوان الأصلي           | المخرج            | المدرسة                                         |
| ------------------------------------- | ------------------------ | ----------------- | ----------------------------------------------- |
| خبز سائل                              | شليب ناش كايدوديني       | Alica Bednáriková | FTF VŠMU ، سلوفاكيا                             |
| موملايف                               | موملايف                  | روبي تشالنجر      | AFTRS ، أستراليا                                |
| كل هذا يخصك                           | Tout ceci vous reviendra | ليليان فنارة      | لا فيميس، فرنسا                                 |
| يصبح البشر أغبى عندما يتم تكديسهم معًا | ليس هوومين لا يستهان به  | لورين فرنانديز    | CinéFabrique ، فرنسا                            |
| رجل مؤامرة                            | Il Barbiere Complottista | فاليريو فيرارا    | Centro Sperimentale di Cinematografia ، إيطاليا |
| الممر                                 | الممر                    | بيبي جينسبيرغ     | جامعة نيويورك، الولايات المتحدة الأمريكية       |
| القرابة                               | شهيروت                   | أورين قدوري       | جامعة تل أبيب، إسرائيل                          |
| نوها                                  | نوها                     | براتام كورانا     | Whistling Woods International ، الهند           |
| نحن لسنا هناك غدا                     | جوترو ناس تام ني ما      | أولغا كيزيفيتش    | مدرسة لودز السينمائية، بولندا                   |
| مكان ما                               | 地 儿                    | لي جياه           | جامعة خبي للعلوم والتكنولوجيا، الصين            |
| الصافرة الصامتة                       | فنغ تشنغ                 | لي ينجتونج        | كلية إيمرسون، الولايات المتحدة الأمريكية        |
| ميستيدا                               | ميستيدا                  | فالكاو نهاغا      | ESTC ، البرتغال                                 |
| ثورة مجيدة                            | ثورة مجيدة               | ماشا نوفيكوفا     | مدرسة لندن السينمائية، المملكة المتحدة          |
| هذا أموري                             | 100٪ Flået Kærlighed     | Malthe Saxer      | دن دانسكي فيلمسكول، الدنمارك                    |
| جنون                                  | Hajszálrepedés           | بيانكا سيليستي    | جامعة Eötvös Loránd ، المجر                     |
| سبرينج رول دريم                       | سبرينج رول دريم          | ماي فو            | NFTS ، المملكة المتحدة                          |

### كلاسيكيات كان
تم اختيار الأفلام التالية لعرضها ضمن فقرة كلاسيكيات كان: 

#### الأفلام المرممة
| الفيلم                             | العنوان الأصلي                | المخرج                 | بلد الإنتاج                     |
| ---------------------------------- | ----------------------------- | ---------------------- | ------------------------------- |
| الله الأسود، الشيطان الأبيض (1964) | Deus eo Diabo na Terra do Sol | جلوبر روشا             | البرازيل                        |
| الإقحوانات (1966)                  | Sedmikrásky                   | Věra Chytilová         | تشيكوسلوفاكيا                   |
| إذا كنت جاسوسًا (1967)              | Si j'étais un espion          | برتراند بلير           | فرنسا                           |
| إيتيم (1972)                       | إيتيم (1972)                  | مايك دي ليون           | فيلبيني                         |
| الفالس الأخير (1978)               | الفالس الأخير (1978)          | مارتن سكورسيزي         | الولايات المتحدة الأمريكية      |
| الأم والعاهرة (1972)               | La Maman et la putain         | جان يوستاش             | فرنسا                           |
| براتيدواندي (1970)                 | براتيدواندي (1970)            | ساتياجيت راي           | الهند                           |
| الرأس الأحمر (1932)                | بويل دي كاروت                 | جوليان دوفيفير         | فرنسا                           |
| تلميع الأحذية (1946)               | Sciuscià                      | فيتوريو دي سيكا        | إيطاليا                         |
| (1952) الغناء تحت المطر            | (1952) الغناء تحت المطر       | جين كيلي، ستانلي دونين | الولايات المتحدة الأمريكية      |
| تامبو (1978)                       | تامبو (1978)                  | أرافيندان              | الهند                           |
| المحاكمة (1962)                    | المحاكمة (1962)               | أورسون                 | فرنسا، ألمانيا الغربية، إيطاليا |
| Viva la Muerte (1971) (CdO)        | Viva la Muerte (1971) (CdO)   | فرناندو ارابال         | فرنسا، تونس                     |

#### فئة الافلام الوثائقية
| الفيلم                                                    | العنوان الأصلي                                            | المخرج                                                                                                   | بلد الإنتاج                                 |
| --------------------------------------------------------- | --------------------------------------------------------- | --- | ------------------------------------------- |
| جيرار فيليب، le dernier hiver du Cid                      | جيرار فيليب، le dernier hiver du Cid                      | باتريك جودي                                                                                              | فرنسا                                       |
| Hommage d'une fille à son père (CdO)                      | Hommage d'une fille à son père (CdO)                      | فاتو سيسي                                                                                                | مالي                                        |
| جين كامبيون، سينما وومان                                  | جين كامبيون، لا فيم سينما                                 | جولي بيرتوتشيللي                                                                                         | فرنسا                                       |
| The Last Movie Stars الحلقات 3 و 4                        | The Last Movie Stars الحلقات 3 و 4                        | إيثان هوك                                                                                                | الولايات المتحدة الأمريكية                  |
| الفيلم الرسمي لدورة الألعاب الأولمبية طوكيو 2020 الجانب أ | الفيلم الرسمي لدورة الألعاب الأولمبية طوكيو 2020 الجانب أ | نعومي كواس                                                                                               | اليابان                                     |
| L'Ombre de Goya par جان كلود كاريير                       | L'Ombre de Goya par جان كلود كاريير                       | خوسيه لويس لوبيز ليناريس                                                                                 | فرنسا، إسبانيا، البرتغال                    |
| باتريك ديوير، بطلي                                        | باتريك ديوير، mon héros                                   | الكسندر مويكس                                                                                            | فرنسا                                       |
| رومي، امرأة حرة                                           | رومي فيم ليبر                                             | لوسي كارييس، كليمنتين ديروديل                                                                            | فرنسا                                       |
| ثلاثة في انجراف القانون الإبداعي                          | تريس إن لا ديريفا ديل أكتو كريتيفو                        | فرناندو سولاناس                                                                                          | الأرجنتين                                   |
| رؤى الثمانية                                              | رؤى الثمانية                                              | ميلوش فورمان، يوري أوزيروف، كلود لولوش، ماي زيتيرلينغ، مايكل بفلغار، كون إيتشيكاوا، آرثر بن، جون شليزنجر | الولايات المتحدة الأمريكية وألمانيا الغربية |

### فئة أفلام (سينما الشاطئ)
تم اختيار الأفلام التالية لعرضها خارج المنافسة ضمن فئة «سينما الشاطئ».
| الفيلم                             | العنوان الأصلي                     | المخرج                | بلد الإنتاج      |
| ---------------------------------- | ---------------------------------- | --------------------- | ---------------- |
| الاب الروحي                        | الاب الروحي                        | فرانسيس فورد كوبولا   | الولايات المتحدة |
| ET                                 | ET                                 | ستيفن سبيلبرغ         | الولايات المتحدة |
| عرض ترومان                         | عرض ترومان                         | بيتر وير              | الولايات المتحدة |
| أنقذ مدارسنا (العرض العالمي الأول) | أنقذ مدارسنا (العرض العالمي الأول) | كارين مي وحكيم زوهاني | الولايات المتحدة |
| هذا هو Spinal Tap                  | هذا هو Spinal Tap                  | روب راينر             | الولايات المتحدة |
| اخوان الذئب                        | لو باكت دي لوب                     | كريستوف جانز          | فرنسا            |
| شرق غرب                            | إست-كويست                          | ريجيس وارجنير         | فرنسا            |
| قرد في الشتاء                      | Un singe en hiver                  | هنري فيرنويل          | فرنسا            |
| قاعة الرقص بدقة                    | قاعة الرقص بدقة                    | باز لورمان            | أستراليا         |
|                                    | <i id="mwBKQ">Fanfan la tulipe</i> | كريستيان جاك          | فرنسا            |
| عرض الصورة الأخير                  | عرض الصورة الأخير                  | بيتر بوجدانوفيتش      | الولايات المتحدة |

## فئات عرض متزامنة

### أسبوع النقاد الدولي
تم اختيار الأفلام التالية لعرضها في أسبوع النقاد الدولي. 

#### الأفلام المرشحة للمنافسة
| الفيلم         | العنوان الأصلي  | المخرج                | بلد الإنتاج                       |
| -------------- | --------------- | --------------------- | --------------------------------- |
| بعد الشمس      | بعد الشمس       | شارلوت ويلز           | المملكة المتحدة، الولايات المتحدة |
| ألما فيفا      | ألما فيفا       | كريستيل ألفيس ميرا    | فرنسا، البرتغال                   |
| تخيل (CdO)     | تصور            | علي بهراد             | إيران                             |
| لا جوريا       | لا جوريا        | أندريس راميريز بوليدو | كولومبيا، فرنسا                   |
| الحب حسب دالفا | دالفا           | ايمانويل نيكوت        | بلجيكا وفرنسا                     |
| ندوب الصيف     | لا cérémonies   | سيمون رايث            | فرنسا                             |
| قصة الحطاب     | ميتسورين تارينا | ميكو ميليلاهتي        | فنلندا، الدنمارك، هولندا، ألمانيا |

#### عروض خاصة
| الفيلم                                         | العنوان الأصلي                                 | المخرج         | بلد الإنتاج      |
| ---------------------------------------------- | ---------------------------------------------- | -------------- | ---------------- |
| الجميع يحب جين                                 | توو لو موند أيمي جين                           | سيلين ديفو     | فرنسا            |
| التالي Sohee (إغلاق الفيلم)                    | 다음 소희                                      | يوليو جونغ     | كوريا الجنوبية   |
| اولاد رمسيس                                    | جوت دور                                        | كليمان كوجيتور | فرنسا            |
| عندما تنتهي من إنقاذ العالم (فتح الفيلم) (CdO) | عندما تنتهي من إنقاذ العالم (فتح الفيلم) (CdO) | جيسي أيزنبرغ   | الولايات المتحدة |

### فئة إختيار المخرجين
تم اختيار الأفلام التالية لعرضها في فئة إختيار المخرجين:   

#### السمات
| الفيلم                                              | العنوان الأصلي                     | المخرج                                | بلد الإنتاج                      |
| --------------------------------------------------- | ---------------------------------- | ------------------------------------- | -------------------------------- |
| 1976                                                | 1976                               | مانويلا مارتيلي                       | شيلي، إيطاليا                    |
| اشكال                                               | اشكال                              | يوسف الشابي                           | تونس                             |
| السد                                                | السد                               | علي شري                               | فرنسا، ألمانيا، صربيا، السودان   |
| كونتيننتال دريفت (جنوب)                             | La Dérive des Continental (AU Sud) | ليونيل باير                           | سويسرا                           |
| رجال اينيس                                          | رجال اينيس                         | مارك جينكين                           | المملكة المتحدة                  |
| دي هيوماني كوربوريس فابريكا                         | دي هيوماني كوربوريس فابريكا        | لوسيان كاستانج-تايلور، فيرينا بارافيل | فرنسا، سويسرا                    |
| بحيرة فالكون (CdO)                                  | بحيرة فالكون (CdO)                 | شارلوت لو بون                         | كندا، فرنسا                      |
| الشياطين الخمسة                                     | ليه سينك ديبلز                     | ليا ميسيوس                            | فرنسا                            |
| صفحات مضحكة                                         | صفحات مضحكة                        | أوين كلاين                            | الولايات المتحدة                 |
| مخلوقات الله                                        | مخلوقات الله                       | سايلا ديفيس وآنا روز هولمر            | أيرلندا، المملكة المتحدة         |
| العطر الأخضر                                        | لو بارفوم فير                      | نيكولاس باريزر                        | فرنسا                            |
| هركيس                                               | ليه هركيس                          | فيليب فوكون                           | فرنسا                            |
| ذكر                                                 | أون فارون                          | فابيان هيرنانديز                      | كولومبيا، فرنسا، ألمانيا، هولندا |
| الجبل                                               | لا مونتاني                         | توماس سلفادور                         | فرنسا                            |
| صباح جميل                                           | Un beau matin                      | ميا هانسن لوف                         | فرنسا                            |
| بامفير                                              | بامفير                             | دميترو سوكوليتكي سوبتشوك              | فرنسا، أوكرانيا، لوكسمبورغ       |
| ذكريات باريس                                        | Revoir Paris                       | أليس وينوكور                          | فرنسا                            |
| اللون القرمزي                                       | لانفول                             | بيترو مارسيلو                         | فرنسا، ألمانيا، إيطاليا، روسيا   |
| سوبر 8 سنوات                                        | Les Années Super 8                 | آني إرنو، ديفيد إرنو-بريوت            | فرنسا                            |
| الماء                                               | الاجوا                             | إيلينا لوبيز رييرا                    | فرنسا، إسبانيا، سويسرا           |
| ضوء فسفوري يحوم أو يطفو في الليل على أرض المستنقعات | فوغو فاتو                          | جواو بيدرو رودريغز                    | البرتغال                         |

#### عروض خاصة
| الفيلم | العنوان الأصلي | المخرج        | بلد الإنتاج                       |
| ------ | -------------- | ------------- | --------------------------------- |
| رجال   | رجال           | أليكس جارلاند | المملكة المتحدة، الولايات المتحدة |

1. ↑  "The 75th edition will take place from May 17 to 28, 2022. Registration of films is open!". مهرجان كان السينمائي. 30 نوفمبر 2021. مؤرشف من الأصل في 2022-05-03. اطلع عليه بتاريخ 2022-04-05.
2. ↑  Fleming، Mike Jr. (17 مارس 2022). "Tom Cruise To Be Feted In Career Retrospective At Cannes, Followed By Top Gun: Maverick Premiere; Full Details". ددلاين هوليوود. مؤرشف من الأصل في 2022-05-19. اطلع عليه بتاريخ 2022-04-05.
3. ↑  Brzeski, Patrick; Ritman, Alex (18 May 2022). "Tom Cruise and 'Top Gun: Maverick' Touch Down in Cannes With Fighter Jets, Surprise Palme d'Or". هوليوود ريبورتر (بالإنجليزية الأمريكية). Archived from the original on 2022-05-20. Retrieved 2022-05-19.
4. ↑  "Cannes Film Festival 2022: The official poster pays tribute to the cult film The Truman Show". Vogue. مؤرشف من الأصل في 2022-05-03. اطلع عليه بتاريخ 2022-04-24.
5. ↑  "'Titane' Actor Vincent Lindon to Lead 75th Cannes Film Festival Jury with Noomi Rapace, Jeff Nichols, Asghar Farhadi". Variety. مؤرشف من الأصل في 2022-04-28. اطلع عليه بتاريخ 2022-04-26.
6. ↑  "Kaouther Ben Hania to chair the Cannes Critics' Week jury". Cineuropa. مؤرشف من الأصل في 2022-05-14. اطلع عليه بتاريخ 2022-04-26.
7. ↑  "Cannes, Valeria Golino presidente giuria Un Certain Regard". Ansa. مؤرشف من الأصل في 2022-05-03. اطلع عليه بتاريخ 2022-04-27.
8. ↑  "L'Œil d'or dévoile son jury 2022 pour sa 7e édition". L'Œil d'or. مؤرشف من الأصل في 2022-04-28. اطلع عليه بتاريخ 2022-04-28.
9. ↑  Scott Roxborough (14 أبريل 2022). "David Cronenberg, Park Chan-wook, Kelly Reichardt Set for Cannes Competition". The Hollywood Reporter. مؤرشف من الأصل في 2022-05-15. اطلع عليه بتاريخ 2022-04-14.
10. ↑  Wiseman, Andreas (21 Apr 2022). "Cannes Film Festival Adds Raft Of New Movies Including Three To Competition". Deadline (بالإنجليزية الأمريكية). Archived from the original on 2022-05-10. Retrieved 2022-04-21.
11. ↑  Redazione Ansa (26 أبريل 2022). "Cannes: Esterno Notte di Bellocchio arriva in sala in due parti". Ansa. مؤرشف من الأصل في 2022-05-11. اطلع عليه بتاريخ 2022-05-11.
12. ↑  "Cannes Classics Lineup Includes Ethan Hawke's 'The Last Movie Stars', Restorations Of 'Singin' In The Rain', 'The Mother And The Whore' & More". Deadline. مؤرشف من الأصل في 2022-05-05. اطلع عليه بتاريخ 2022-05-02.
13. ↑  Keslassy, Elsa (10 May 2022). "Cannes Film Festival Unveils Cinema de la Plage Lineup". Variety (بالإنجليزية الأمريكية). Archived from the original on 2022-05-14. Retrieved 2022-05-10.
14. ↑  Goodfellow، Melanie (20 أبريل 2022). "Cannes Critics' Week unveils 2022 line-up". Screen International. مؤرشف من الأصل في 2022-04-24. اطلع عليه بتاريخ 2022-04-20.
15. ↑  Keslassy, Elsa (20 Apr 2022). "Cannes' Critics Week Unveils 2022 Lineup Under Ava Cahen's New Leadership". Variety (بالإنجليزية الأمريكية). Archived from the original on 2022-05-13. Retrieved 2022-04-22.
16. ↑  Frost، Caroline (15 أبريل 2022). "Cannes Film Festival 2022: Pietro Marcello's 'Scarlet' To Open 54th Directors' Fortnight". ددلاين هوليوود. مؤرشف من الأصل في 2022-05-06. اطلع عليه بتاريخ 2022-04-19.
17. ↑  "LIVE: The Cannes' Directors' Fortnight announces its selection". Cineuropa. 19 أبريل 2022. مؤرشف من الأصل في 2022-05-13. اطلع عليه بتاريخ 2022-04-19.
18. ↑  Goodfellow، Melanie (19 أبريل 2022). "Cannes Directors' Fortnight line-up includes Alex Garland, Mia Hansen-Løve, Mark Jenkin titles". Screen International. مؤرشف من الأصل في 2022-04-24. اطلع عليه بتاريخ 2022-04-19.